# Wilhelm Rein (Philologe)
Wilhelm Rein (* 18. August 1809 in Gera; † 23. April 1865 in Langensalza) war ein deutscher Altphilologe, Rechtshistoriker, Heimatforscher und Gymnasiallehrer.

## Leben
Rein war Sohn des Geraer Gymnasialdirektors August Gotthilf Rein (1772–1843). Erzogen wurde er von seinem (kinderlosen) Oheim Johann August Nebe. Nebe war in Eisenach Generalsuperintendent und Ephorus des Eisenacher Gymnasiums, das von  Franz Christoph Frenzel geleitet wurde. Nach dem Abitur an dieser Schule begann Rein an der Universität Jena bei Friedrich August Göttling, Ferdinand Gotthelf Hand und Heinrich Karl Eichstädt Klassische Philologie und Geschichte zu studieren. 1828 wurde er Mitglied des Corps Saxonia Jena. Er wechselte an die Friedrichs-Universität Halle und wurde auch im Corps Saxonia Halle aktiv. Seit 1829 auch im Corps Saxonia Leipzig, wurde er von der Universität Leipzig zum Dr. phil. promoviert. 1836 kam er als Lehrer an seine frühere Schule in Eisenach, deren Leitung inzwischen Karl Hermann Funkhänel übernommen hatte. Er war Mitglied des Vereins für Thüringische Geschichte und Altertumskunde. Seine Veröffentlichungen befassten sich mit der Eisenacher und Thüringer Geschichte und mit dem Rechtswesen im antiken Rom. Er war Dr. iur. h. c. und arbeitete an der 1. Auflage von Paulys Realencyclopädie der classischen Altertumswissenschaft. Seit 1865 war er designierter Direktor des Germanischen Nationalmuseums in Nürnberg. Vor Antritt des Amtes reiste er im selben Jahr nach Langensalza, um Urkunden für seine Thuringia sacra zu sammeln. Keine 56 Jahre alt, erlag er dort einem Schlaganfall. Wilhelm Rein war sein Sohn.

## Werke
- Das Römische Privatrecht und der Civilprozeß bis in das erste Jahrhundert der Kaiserherrschaft. Ein Hülfsbuch zur Erklärung der Classiker und der Rechtsquellen für Philologen und angehende Juristen, nach den Quellen bearbeitet, 1. Auflage. Leipzig 1838; 2., gänzlich umgearbeitete und reichvermehrte Auflage, dem Oheim und Vater in dankbarer Liebe gewidmet, 1858.
- Criminalrecht der Römer von Romulus bis auf Justinian, 1844.
- Thuringia sacra. Urkundenbuch, Geschichte und Bedeutung der Thüringischen Klöster, 1. Heft. Weimar 1863.